# Жидков, Яков Иванович
Я́ков Ива́нович Жидко́в (1885—1966) — председатель ВСЕХБ и почётный пресвитер Московской церкви; вице-президент Всемирного баптистского альянса.

## Биография

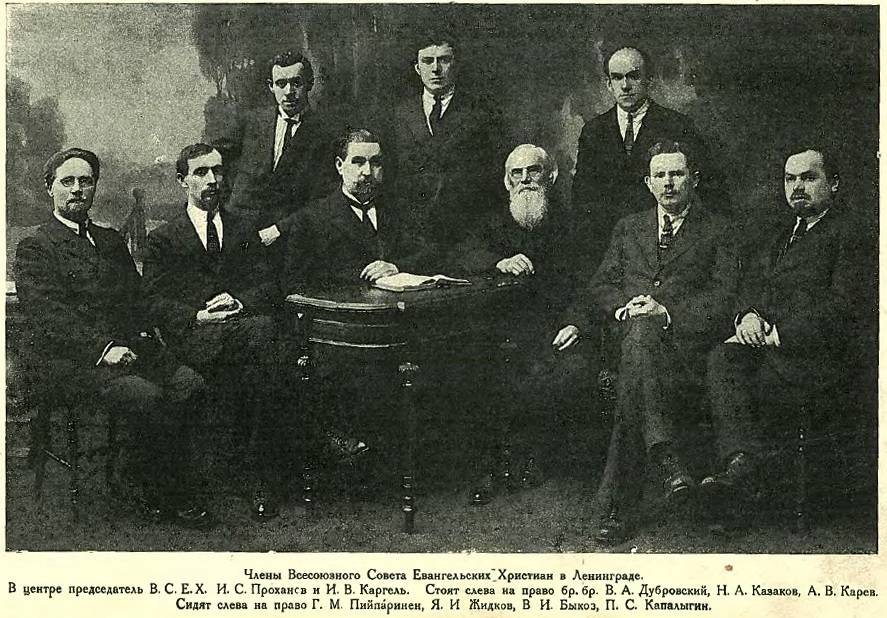
Члены Всесоюзного совета евангельских христиан. Я. И. Жидков сидит вторым справа. На фото также присутствуют И. С. Проханов, И. В. Каргель, А. В. Карев

Яков Иванович родился на Волге, в местечке Дубовка, что близ Царицына в верующей семье. Его отец, Иван Иванович, был заведующим складом Библейского общества, а отчимом отца был миссионер среди молокан Яков Делякович Деляков.  
В семнадцатилетнем возрасте Я. И. Жидков уверовал, а через год, в 1903-м году, принял святое водное крещение в Санкт-Петербургской общине евангельских христиан. Здесь он сблизился с И. С. Прохановым, с которым много лет успешно сотрудничал.
Учился он в различных школах, в том числе в сельскохозяйственной школе известного религиозного деятеля Неплюева Н. Н. в Черниговской губернии, а также в Самарской средней сельскохозяйственной школе. После того он прошёл бухгалтерские курсы и пошёл работать по бухгалтерии. Первым его местом работы был тормозной завод Вестингауза, где работал и отец его, а также И. С. Проханов. 
Яков Иванович занимался самообразованием (например, на заводе Вестингауза изучал английский язык) а также слушал проповеди и лекции И. С. Проханова, И. В. Каргеля, П. Н. Николаи, В. В. Хлопова и др.
Яков Иванович занимался молодёжным служением, участвовал в хоре Санкт-Петербургской общины евангельских христиан; работал некоторое время с В. А. Фетлером и И. В. Каргелем, а затем с И. С. Прохановым, у которого он сначала был секретарём, а потом ближайшим сотрудником по изданию журнала «Христианин» и других изданий; помогал ему в проведении проповеднических курсов, в устройстве и проведении почти всех съездов евангельских христиан, начиная с первого в 1908 году и кончая десятым съездом в 1926 году.
В 1913 году Яков Иванович возвратился в Дубовку и затем в близлежащий Царицын (будущий Сталинград, затем Волгоград). Там он включился в церковное служение, одновременно работая по кооперации. В 1917 году Я. И. Жидков возглавил  церковь евангельских христиан в Царицыне, а после объединённого съезда евангельских христиан и баптистов, состоявшегося в 1920 году, участвовал в совместном труде верующих двух евангельских течений в Нижнем Поволжье. 
В 1922 году на пленуме ВСЕХ в Москве он был рукоположён на служение пресвитера. В 1924 году Я. И. Жидков являлся участником пленума ВСЕХ в Ленинграде. Участники пленума пригласили его для работы во Всесоюзном Совете евангельских христиан в качестве заместителя председателя совета. 
При его участии были изданы большим тиражом Библии, Новые Заветы, Симфонии, Сборники духовных песен с нотами и без нот.
В 1928 году после отъезда И. С. Проханова за границу Я. И. Жидков стал председателем Союза евангельских христиан (официально - с 1931 года), в 1932 году переехал в Москву вместе с канцелярией союза. 
С 1938 по 1942 год он находился в заключении. Срок отбывал на Колыме.
Его сын, Михаил Яковлевич Жидков, так вспоминает о возвращении отца из заключения:
"В сорок втором году мой отец вернулся. Он и Карев вернулся … Москвичи. Но первые месяцы им не разрешалось ступать на кафедру. Никакого выступления, только как рядовой. Потом прошло с полгода, кажется, точнее будет несколько месяцев, на праздник Троицы и Карев Александр Васильевич и мой отец вступили на кафедру и начали. Первое их выступление было, вы знаете много слёз. У отца текли слёзы, как сейчас у меня, и он стал на кафедру".  

Президиум ВСЕХиБ, 1944 год. Слева направо: М. А Орлов, П. И. Малин, Я. И. Жидков, А. В. Карев и М. И. Голяев

На совещании евангельских христиан и баптистов в 1944 году Я. И. Жидков стал председателем объединённого Союза. Этот труд он совершал до конца своей жизни. 
В 1954 году Яков Иванович впервые выехал за границу с группой руководителей советских ЕХБ на встречу с баптистами и квакерами Швеции, Англии и США, которая проходила в Швеции. 
В следующем году на всемирном конгрессе баптистов в Лондоне Я. И. Жидков был избран вице-президентом Всемирного союза баптистов, а на конгрессе в Рио-де-Жанейро в 1960 году он был переизбран на этот пост.
В начале христианского миротворческого движения Яков Иванович вошёл в Совещательный комитет Христианской мирной конференции в Праге в 1958 году. Он также принимал участие в заседании Центрального комитета Всемирного совета церквей в Париже в 1962 году.
Я. И. Жидкову принадлежат многочисленные статьи, опубликованные в различных духовных журналах.

## Семья
В 1908 году Яков Иванович женился на дочери одного из пионеров баптистоского движения в России Созонта Евтихиевича Капустинского — Пелагее Созонтовне. У родилось шесть сыновей и одна дочь. Четверо из шести сыновей Жидковых воевали в годы Великой Отечественной войны, трое из них погибли на фронте.